# 南海町
南海町（なんかいちょう）は、大阪府泉南郡に属していた町。現在の阪南市北部・西部にあたる。
南海電気鉄道の沿線の町であることから、南海を町名として採用した。

## 歴史
- 1956年（昭和31年）9月30日 - 泉南郡尾崎町・西鳥取村・下荘村が合併して南海町が発足。大字尾崎町に町役場を設置。
- 1972年（昭和47年）
  - 9月5日 - 町内にあった工場内のミスで塩素ガスが発生。近隣の住民百数十人が目の痛みを訴える被害[2]。
  - 10月20日 - 泉南郡東鳥取町と合併して阪南町が発足。同日南海町廃止。
  - 阪南町発足時に大字山中を南山中に改称。

## 地理
- 海洋：箱の浦
- 河川：男里川
- 山：俎石山

## 交通

### 鉄道路線
- 南海電気鉄道
  - 南海本線
    - 尾崎駅 - 鳥取ノ荘駅 - 箱作駅

### 道路
- 大阪府道250号鳥取吉見泉佐野線（孝子越街道）
- 大阪府道257号自然田鳥取荘停車場線
- 大阪府道752号和歌山阪南線（旧国道26号・孝子越街道）

## 港湾
- 西鳥取漁港
- 下荘漁港